# Kansel
Een kansel, preekstoel of spreekgestoelte is een verhoogde plaats in een kerk van waaraf de geestelijke spreekt. Ondanks het woord preekstoel doet hij dat steeds staande, al kan ook een zitplaats ingebouwd zijn. De preekstoel staat symbool voor de berg van waarop Jezus Christus predikte.

## Etymologie
Het woord kansel komt van het Latijnse plurale tantum cancelli (waar ook de titel kanselier van stamt) en betekent "traliewerk" of "hek".

## Beschrijving en geschiedenis

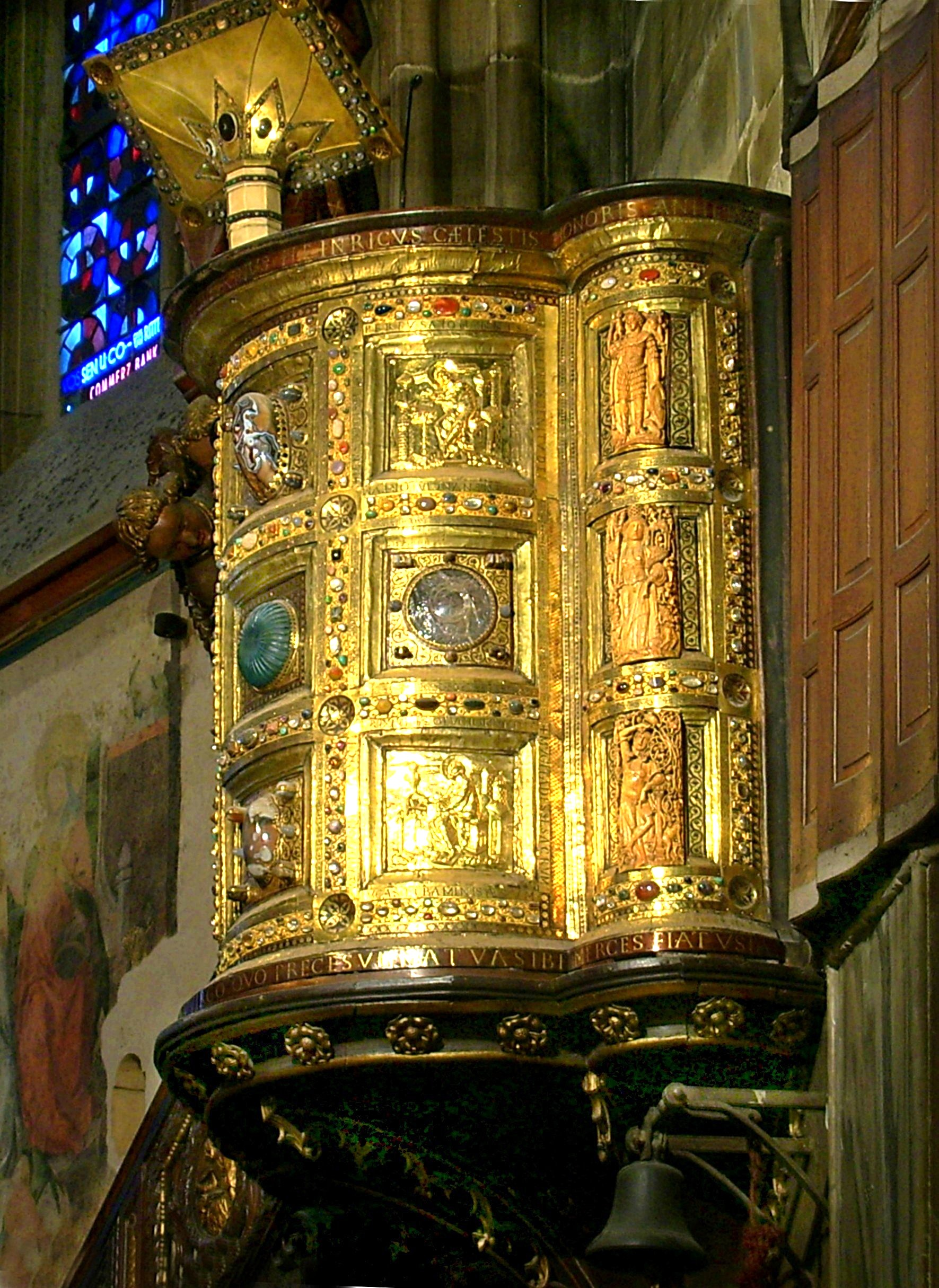
Kansel van Rooms keizer Hendrik II uit het jaar 1014 in de Dom van Aken

De preekstoel is voortgekomen uit de oud-christelijke ambo en uit het middeleeuwse doksaal, dat dienstdoet als afscheiding tussen het schip van de kerk en het koor. De dominicanen gebruikten in Duitsland en Italië draagbare kansels die op leeuwenfiguren rustten (symbool van het overwonnen kwaad). Vaststaande preekstoelen waren al bekend in de 15e eeuw, maar werden pas algemeen in de 16e en 17e eeuw ten gevolge van het voorschrift van het Concilie van Trente (1545-1563) dat aan de preken meer aandacht diende te worden besteed.
In grote kerken werden de preekstoelen vaak hoog gebouwd en voorzien van geëlaboreerde versieringen.
In de 16de eeuw bestond de kansel uit drie delen: de voet, de kuip en het klankbord. In de 17de eeuw werd de voet vervangen door figuren, bijvoorbeeld vier engelen, de vier evangelisten, enz. Later versmolten de drie elementen waaruit de kansel is opgebouwd en werden overwoekerd met lofwerk. In de 18de eeuw trad een grote vereenvoudiging op en waren de drie elementen weer duidelijk te onderscheiden.
De kansel bleef ook na de reformatie bestaan in protestantse kerken. In oosters-orthodoxe kerken is het vaak een laaggeplaatst platform.
Boven de preekstoel bevindt zich vaak een klankbord, dat vanouds gewenst was voor de akoestiek. Doordat er tegenwoordig geluidsinstallaties worden gebruikt, is dit thans louter technisch gezien niet meer nodig.
De traditionele kansel is een kleine ruimte, vaak met een toegangsdeurtje, waarachter het onderlichaam van de voorganger niet zichtbaar is, soms met een leun- of zitsteun.

### In de Zuidelijke Nederlanden
Het type kansel, de naturalistische preekstoel, dat van de 17e tot de 19e eeuw geproduceerd werd in de Zuidelijke Nederlanden (vooral in het hertogdom Brabant en de heerlijkheid Mechelen), treft men in veel van hun kerken aan. Op hun barokke hoogtepunt waren het eikenhouten totaalkunstwerken waarvan de onderdelen (steun, kuip, trap, klankbord) tot één sculpturaal geheel versmeed waren.

## Huidig gebruik in katholieke kerken

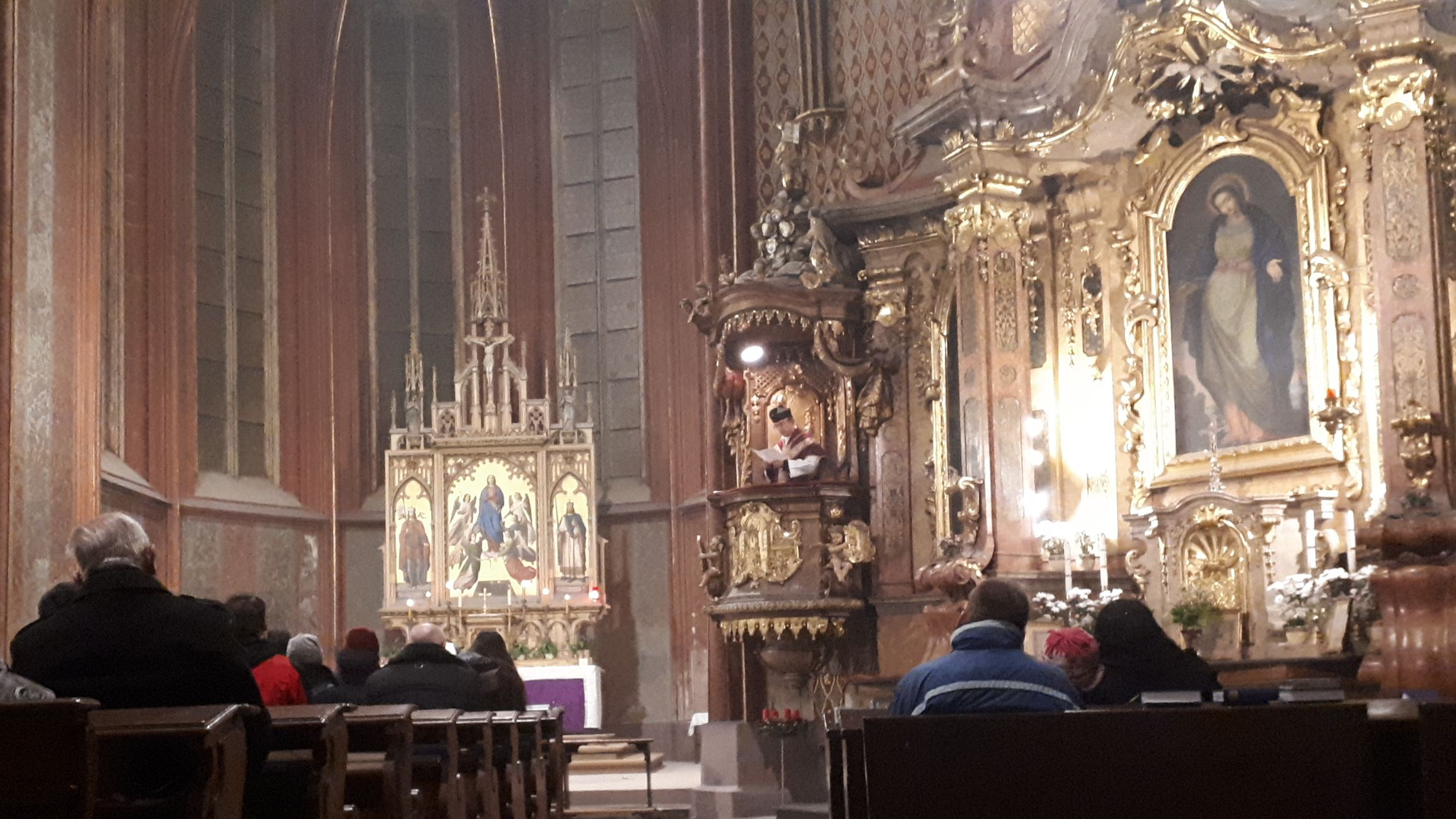
Priester die de homilie geeft vanop de preekstoel in een kerk in Praag (december 2018).

Na het Tweede Vaticaans Concilie (1962-1965) en ten gevolge van de Tweede Beeldenstorm geraakte het gebruik van de preekstoel in de Katholieke Kerk grotendeels in onbruik en wordt de homilie meestal van achter een ambo gehouden. In vele gemeenschappen waar de buitengewone vorm van de Romeinse ritus wordt gevierd, blijft men de preekstoel gebruiken.

## Huidig gebruik in protestantse kerken
In sommige moderne protestantse kerken is de kleine kansel vervangen door een podium waarop ruimte is voor meer activiteiten. Hierop staat dan een lessenaar. Heeft de voorganger dan ook nog een draadloze microfoon op de revers, dan heeft hij hier veel meer bewegingsvrijheid.
In bevindelijk gereformeerde kerken is de kansel het centrale punt van de kerk. Vanaf het begin tot het einde van de kerkdienst bevindt de predikant zich op de kansel en komt hier alleen vanaf voor het bedienen van de sacramenten: de Heilige Doop en het Heilig Avondmaal.

## Galerij

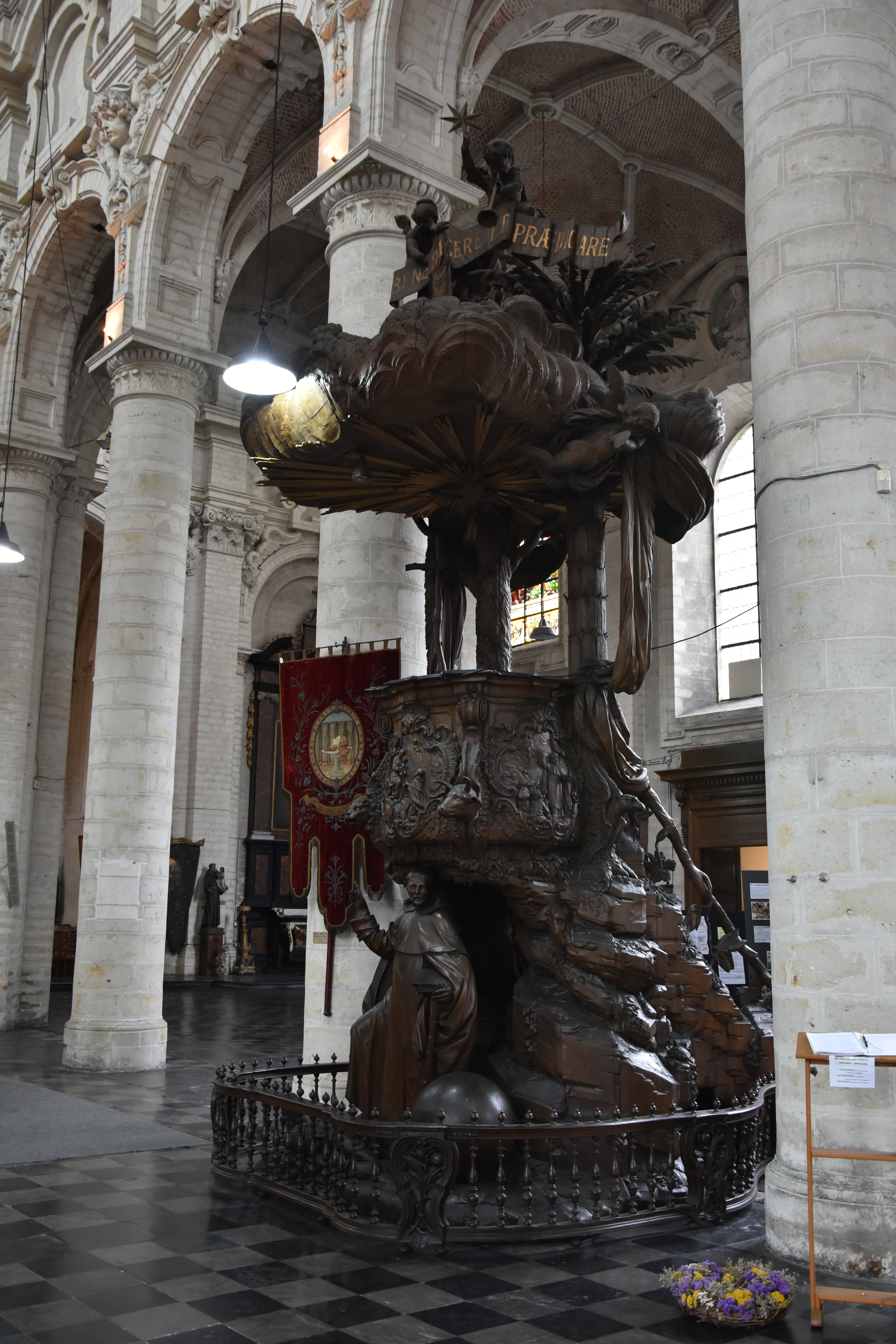
Naturalistiche preekstoel in de Sint-Jan Baptist ten Begijnhofkerk te Brussel
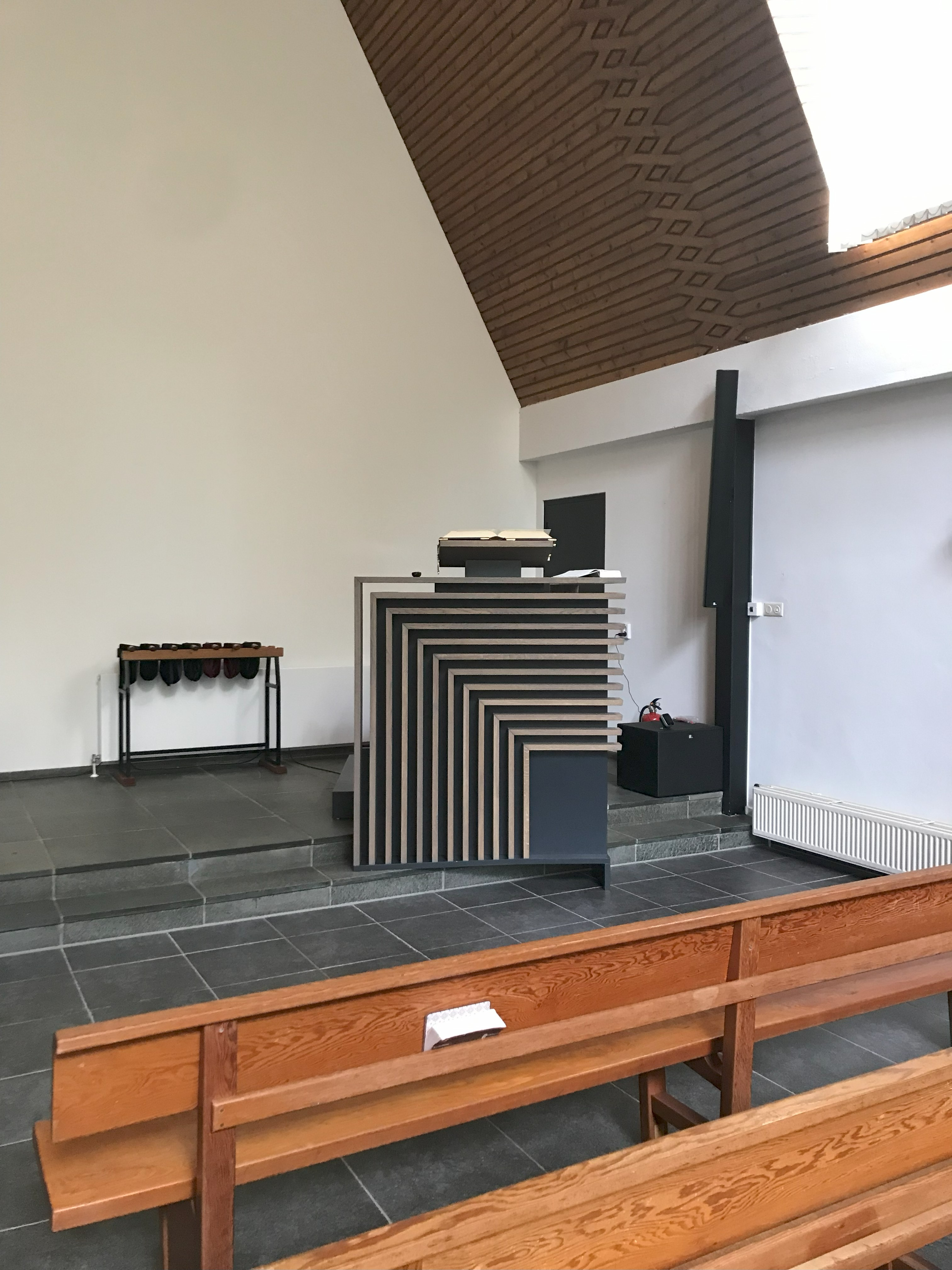
Moderne preekstoel van de Christelijke Gereformeerde Kerk te Doetinchem.
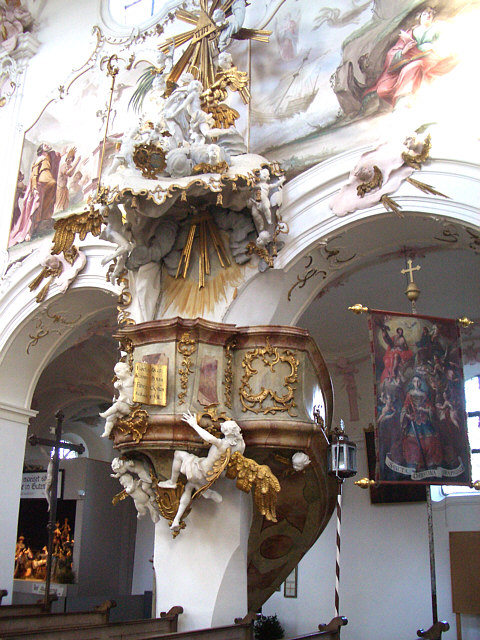
Rococo-kansel, Gutenzell-Hürbel
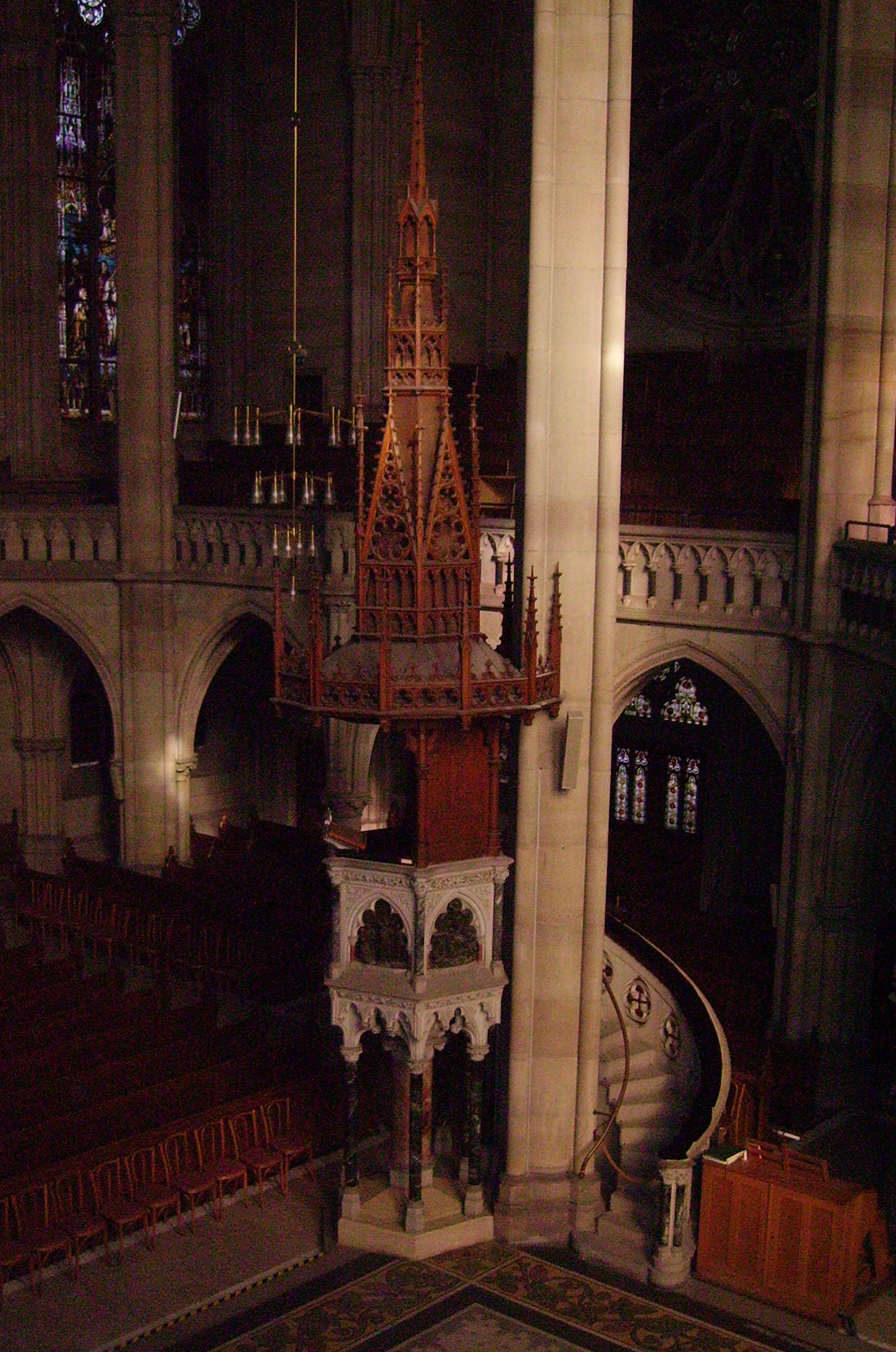
Herdenkingskerk-kansel, Speyer
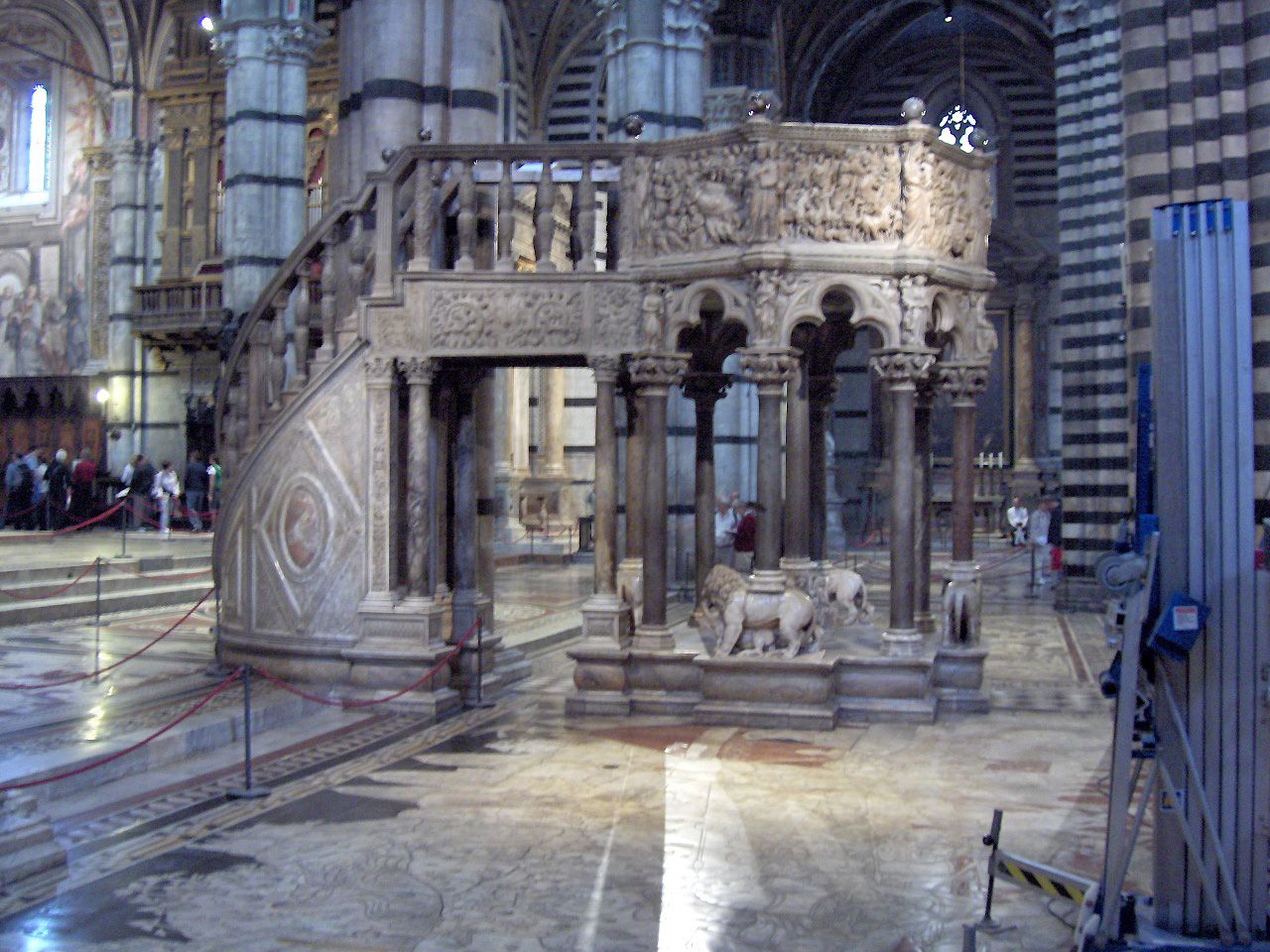
Preekgestoelte van Nicola Pisano in de kathedraal van Siena
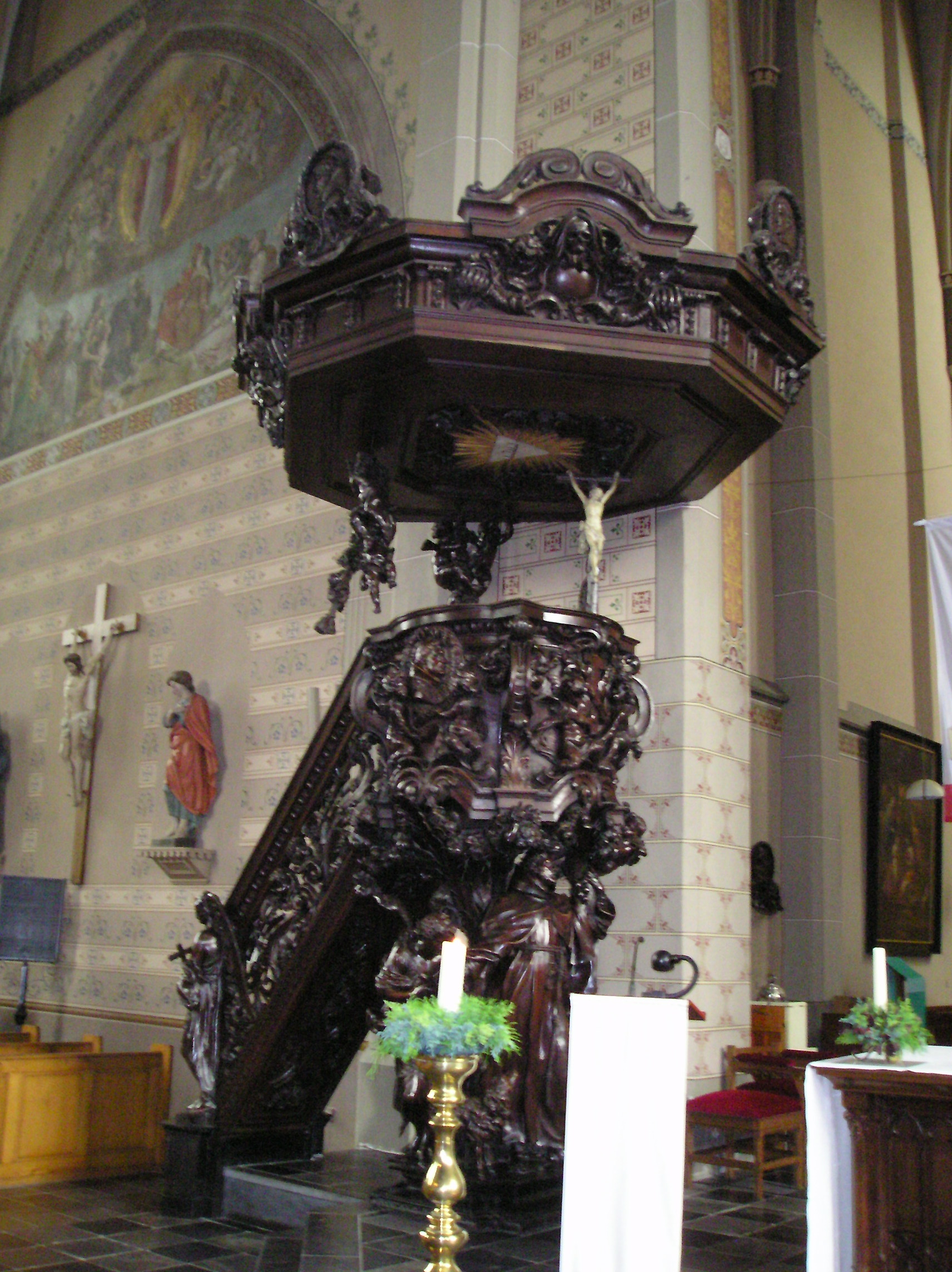
Naturalistische preekstoel St. Elisabethskerk te Grave
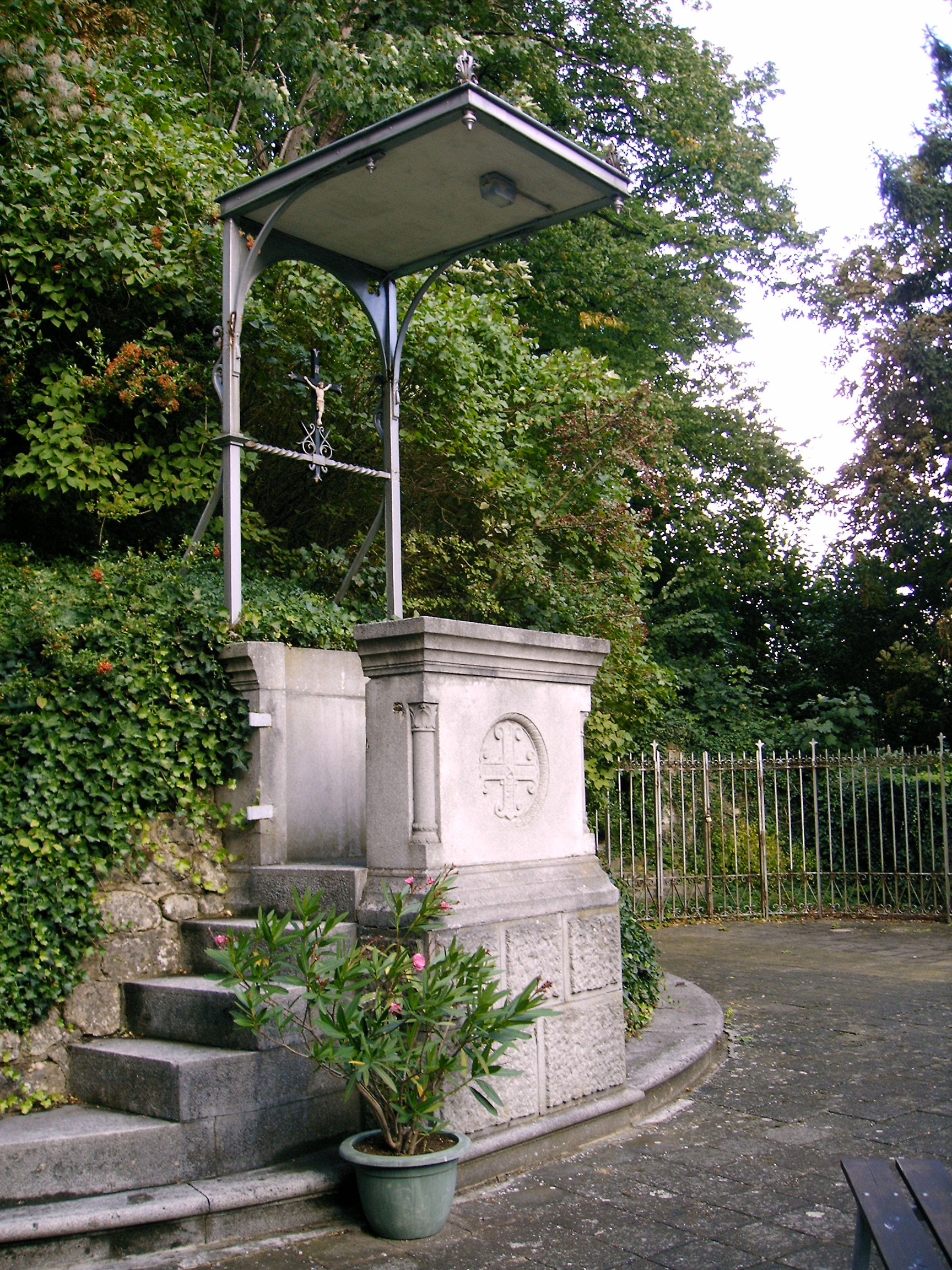
Preekstoel in de Lourdesgrot te Valkenburg aan de Geul
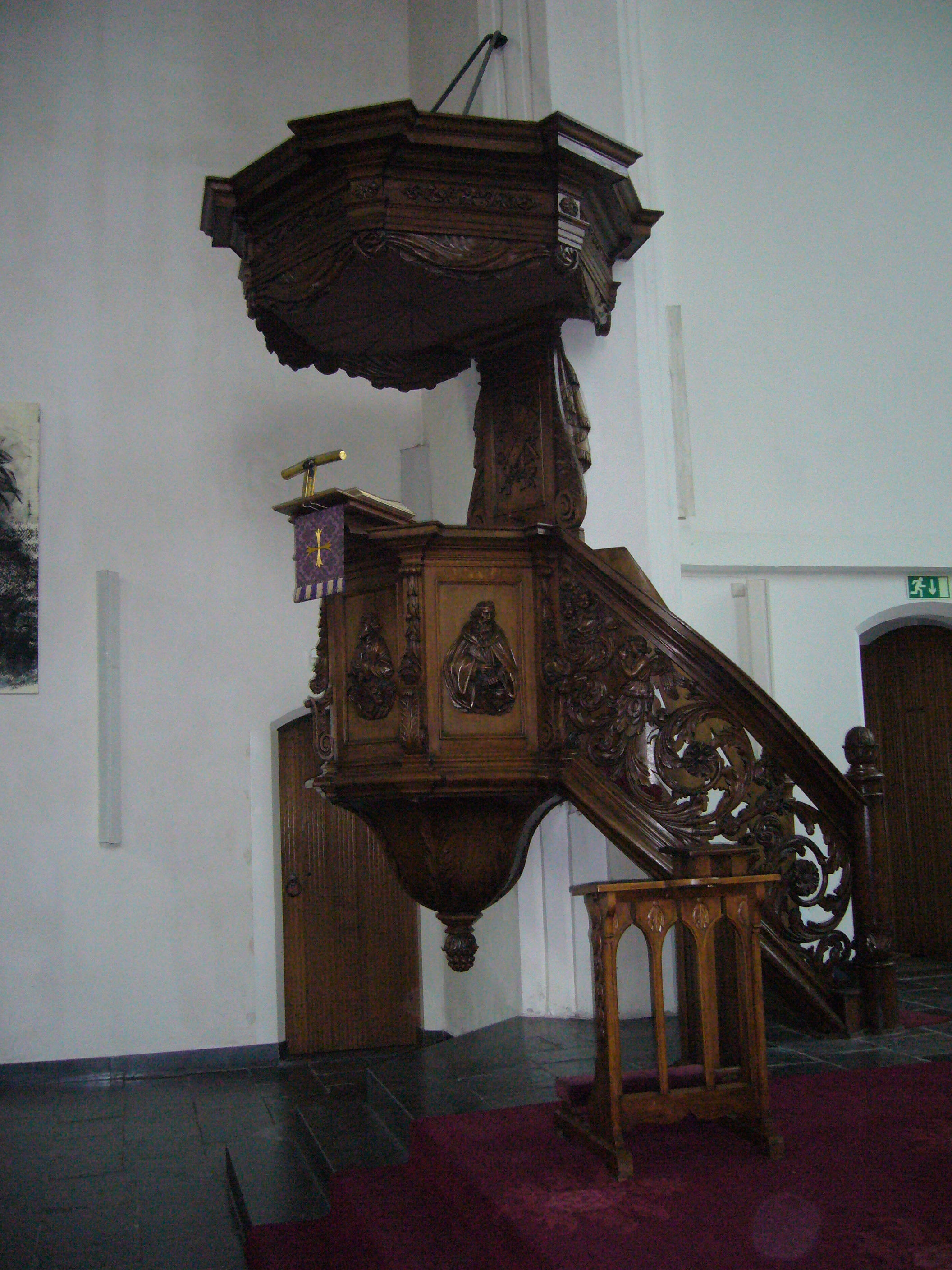
Preekstoel van de Kloosterkerk in Den Haag
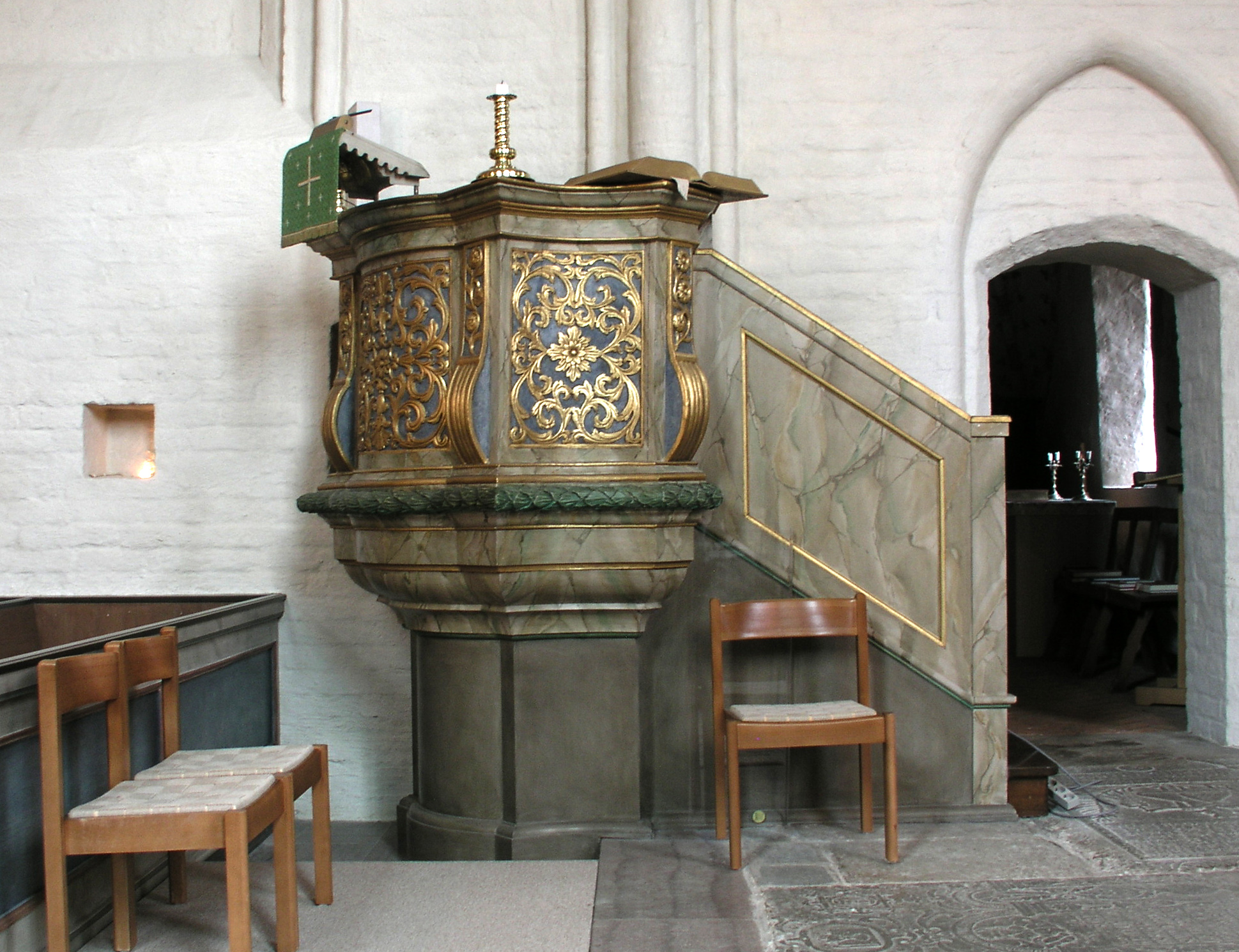
Preekstoel van de kerk Askeby, bisdom Linköping
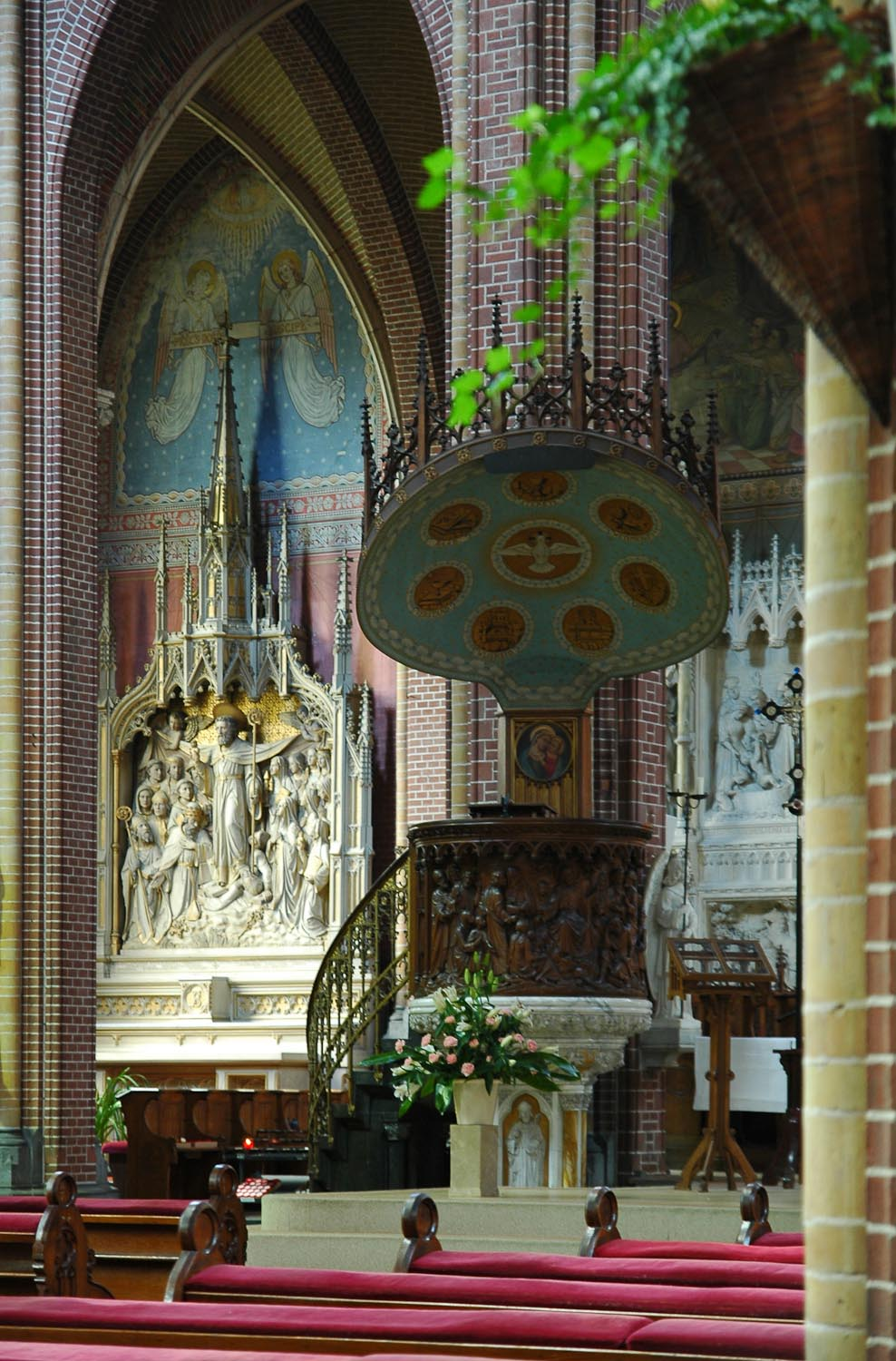
Preekstoel van de Paterskerk (Eindhoven)
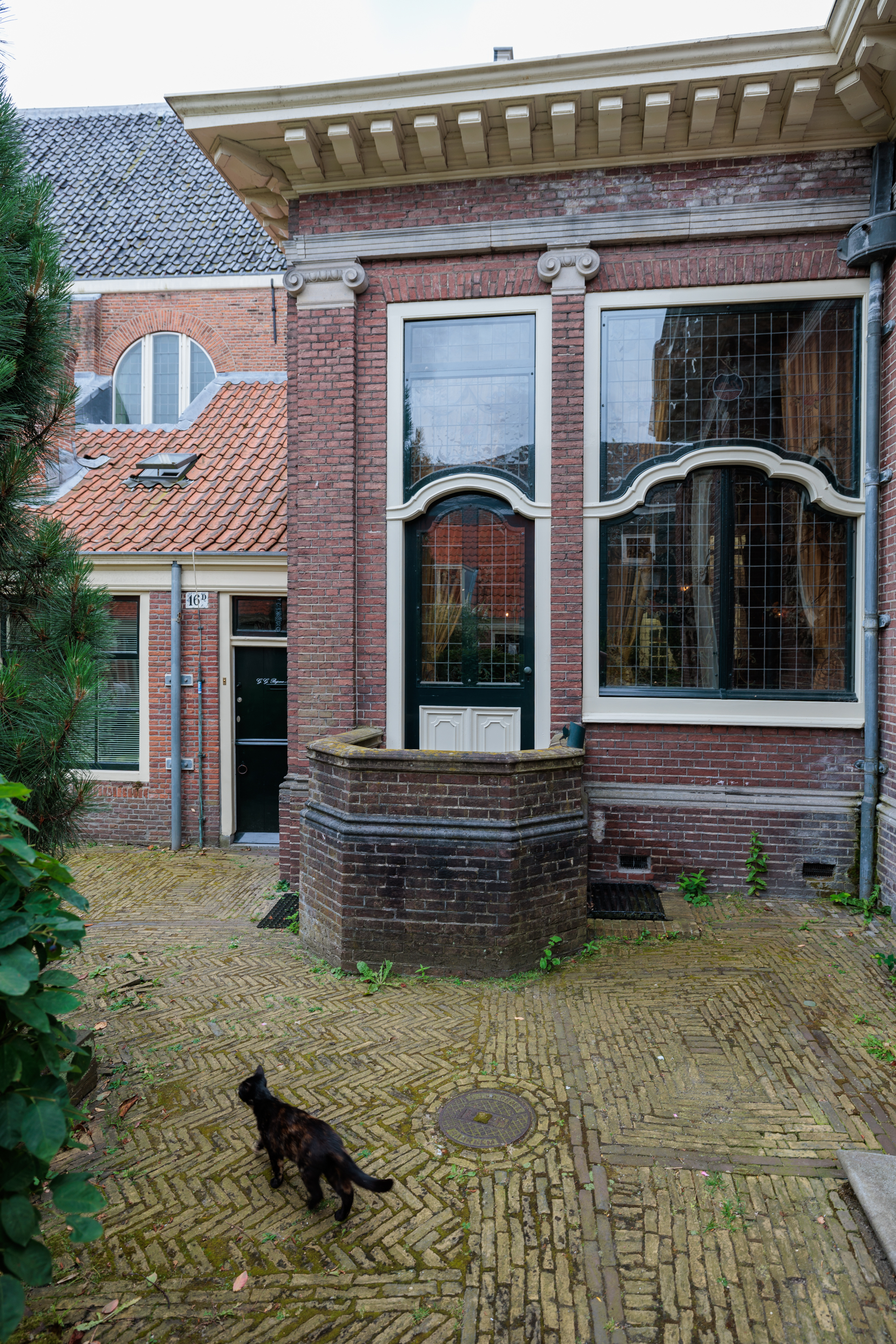
Buitenpreekstoel verbonden aan de regentenmaker Luthers Hofje Haarlem